# Thân vương quốc Ryazan
Thân vương quốc Ryazan (tiếng Nga: Рязанское княжество), sau này gọi là Đại công quốc Ryazan (tiếng Nga: Великое княжество Рязанское), là một thân vương quốc từ năm 1129 đến 1521. Kinh đô của nó là thành phố Ryazan, ngày nay được gọi là Ryazan Cũ, đã bị phá hủy vào năm 1237 trong cuộc xâm lược của người Mông Cổ. Kinh đô được chuyển đến Pereyaslavl-Ryazansky, sau đổi tên thành Ryazan.
Ban đầu là một phần của Thân vương quốc Murom, nó hoàn toàn tách khỏi Thân vương quốc Chernigov vào năm 1129 với tên gọi Murom-Ryazan. Murom bị Mátxcơva chiếm năm 1392, trong khi Ryazan sau đó trở nên phụ thuộc vào Mátxcơva và chính thức bị Vasili III của Nga tiếp quản vào năm 1521. Nó duy trì nền độc lập chính thức lâu hơn bất kỳ thân vương quốc nào khác của Nga.